# Zeta Herculis
Zeta Herculis (40 Herculis) é uma estrela na direção da constelação de Hercules. Possui uma ascensão reta de 16h 41m 17.48s e uma declinação de +31° 36′ 06.8″. Sua magnitude aparente é igual a 2.81. Considerando sua distância de 35 anos-luz em relação à Terra, sua magnitude absoluta é igual a 2.64. Pertence à classe espectral F9IV.